# Thaumaspis forcipatus
Thaumaspis forcipatus är en insektsart som beskrevs av Bolívar, I. 1900. Thaumaspis forcipatus ingår i släktet Thaumaspis och familjen vårtbitare. Inga underarter finns listade i Catalogue of Life.